# 오아하카흙파는쥐
오아하카흙파는쥐 또는 오아하카주머니고퍼(Orthogeomys cuniculus)는 흙파는쥐과에 속하는 설치류의 일종이다. 희귀종으로 멕시코 남부의 오아하카주의 토착종이며, 테우안테펙 지협의 일부 지역에 국한하여 발견되었다.